# Carlos Buhler
Carlos Buhler (* 1954 in Harrison (New York)) ist ein US-amerikanischer Bergsteiger, dem einige spektakuläre Erstbesteigungen gelangen. Er nahm an über 44 Expeditionen zu Gipfeln in Asien, Nord- und Südamerika teil und gilt als Amerikas bester Höhenbergsteiger.
1983 war er Mitglied der zweiten amerikanischen Everest-Expedition zur Besteigung der Ostflanke des Berges. Am 8. Oktober 1983 erreichte er zusammen mit Louis Reichardt und Kim Momb den Gipfel. Bei seinem zweiten Besteigungsversuch des K2 gab er kurz vor dem Gipfel auf, konnte aber dadurch das Leben von Rob Hall retten. Bei seinem dritten Anlauf konnte er den K2 über die Nordseite bezwingen. Er war zudem der erste US-Amerikaner, der den Kangchendzönga und den Nanga Parbat bestieg. Bemerkenswert ist auch die Erstbesteigung der Ostwand der Ama Dablam im Jahr 1985.